# 강남역
강남역(Gangnam(Haru-Fant Dantal Clinic)Station, 江南驛)은 서울특별시 강남구 역삼동과 서초구 서초동에 걸쳐 있는 서울 지하철 2호선과 신분당선의 환승역이다.

## 역사
- 1982년 12월 9일: 강남역으로 역명 결정[3]
- 1982년 12월 23일: 서울 지하철 2호선 종합운동장 - 교대 구간 개통과 함께 영업 개시
- 2009년 2월 10일: 신분당선 역명을 강남역으로 결정[4]
- 2011년 10월 28일: 신분당선 강남 - 정자 구간 개통과 함께 환승역이 됨[5]
- 2022년 5월 28일: 신분당선 강남 - 신사 연장 구간 개통과 함께 중간역이 됨

## 개요
테헤란로와 강남대로가 만나는 곳에 있으며, 강남구와 서초구의 경계에 있다. 대신 동편의 역삼역에 비해 지대가 낮아서 2011년 집중호우 때 침수되기도 했다. 2011년 10월 28일 신분당선이 개통하면서 환승역이 되었으며, 신분당선 강남역의 출구가 뱅뱅사거리 방향으로 4개 추가되어 기존의 3번~8번 출구가 7번~12번 출구로 바뀌었다. 이 역은 주변이 모두 고층빌딩에 번화가로 이루어져 있으며 대규모의 지하 상권이 조성되어 있다. 2호선 일일 승하차 인원은 20만 명을 넘어 19년 연속 '이용객이 가장 많은 지하철역'으로 선정되었으며, 신분당선의 일일 승하차 인원은 2호선의 절반 수준이다.

## 역 구조
두 노선 모두 2면 2선의 상대식 승강장을 갖춘 지하역이며, 스크린도어가 설치돼 있다. 출구는 서울교통공사 관할 8개, 신분당선 관할 4개로 총 12개다. 1~4·11·12번 출구는 역삼동에 있고, 5~10번 출구는 서초동에 있다.

### 2호선 승강장
| 역삼 ↑ |
| \| 외  |
| ↓ 교대 |

|  | 외선 순환 | ● 서울 지하철 2호선 | 선릉 · 삼성(무역센터)·잠실 · 성수 방면 |
|  | 내선 순환 | ● 서울 지하철 2호선 | 교대 · 사당 · 신도림 · 홍대입구 방면   |

### 신분당선 승강장
| ↑ 신논현 |
| \| 하    |
| 양재 ↓   |

| 상행 | ● 신분당선 | 신논현 · 논현 · 신사 방면          |
| 하행 | ● 신분당선 | 판교 · 정자 · 수지구청 · 광교 방면 |

## 역 주변
강남역 또는 강남역4거리는 이 역 주변에 형성된 상권을 통틀어 일컫는 말로 쓰이기도 한다. 이 역 주변 상권은 한강 이북의 명동과 함께 서울특별시의 양대 번화가로 꼽히고 있으며, 많은 유동 인구를 자랑한다. 이 역 대합실에 지하상가가 있다. 특히 이 역을 주변으로 경기도 남부 지방으로 향하는 광역버스 노선이 다수 존재한다.
| 나가는 곳 | 방면 |
| --------- | --- |
| 1         | 국민건강보험 강남지사 역삼세무서 특허청서울사무소 우리은행 하나은행 기업은행 국민은행 삼성서초역삼세무서 역삼1동주민센터 |
| 2         | 국민건강보험공단 국민은행 역삼초등학교 역삼1동주민센터                                                                   |
| 3         | 메리츠타워 한국산업은행 우성아파트 국민은행 강남역4거리                                                                  |
| 4         | 역서치안센터 서운중학교 역삼1동주민센터 신동아아파트 한국산업은행 국민은행 역삼초등학교 뱅뱅4거리                        |
| 5         | 서운중학교 우리은행 진흥아파트 삼호아파트 하나은행 씨티은행 우성아파트앞4거리 서울리마치과의원                           |
| 6         | 하나은행 기업은행 강남지점 강남역4거리 종로유학원                                                                        |
| 7         | 씨티극장 산업은행 서이초등학교 서초2동주민센터                                                                           |
| 8         | 서운중학교 신동아아파트 서초2동주민센터                                                                                  |
| 9         | 삼호아파트 서초초등학교 서일중학교 진흥아파트 메가박스 기업은행 서초4동주민센터                                          |
| 10        | 기업은행 서일중학교 서초초등학교 서초4동주민센터 하나은행                                                                |
| 11        | CGV 한국산업은행 한국자산관리공사 롯데시네마 역삼동우체국 국립어린이청소년도서관 국기원 역삼공원                         |

## 사건·사고
2015년 8월 29일이 역에서 고장난 스크린도어를 혼자 수리하던 외주업체 직원(당시 29세)이 전동차에 끼어 사망하였다. 이 사고로 지하철 양쪽 방향 운행이 1시간 가량 중단되었다.

## 이용객 변동
| 노선  | 노선    | 일평균 인원수 (명/일) | 일평균 인원수 (명/일) | 일평균 인원수 (명/일) | 일평균 인원수 (명/일) | 일평균 인원수 (명/일) | 일평균 인원수 (명/일) | 일평균 인원수 (명/일) | 일평균 인원수 (명/일) | 일평균 인원수 (명/일) | 일평균 인원수 (명/일) | 각주  |
| 노선  | 노선    | 2000년                | 2001년                | 2002년                | 2003년                | 2004년                | 2005년                | 2006년                | 2007년                | 2008년                | 2009년                | 각주  |
| ----- | ------- | --------------------- | --------------------- | --------------------- | --------------------- | --------------------- | --------------------- | --------------------- | --------------------- | --------------------- | --------------------- | ----- |
| 2호선 | 승차    | 87,936                | 87,521                | 88,251                | 88,726                | 90,930                | 90,853                | 92,419                | 93,652                | 97,433                | 99,727                | [ 9 ] |
| 2호선 | 하차    | 92,089                | 89,886                | 87,330                | 91,098                | 94,383                | 96,553                | 98,469                | 100,635               | 103,083               | 104,955               | [ 9 ] |
| 2호선 | 승·하차 | 180,025               | 177,407               | 175,581               | 179,825               | 185,313               | 187,406               | 190,888               | 194,286               | 200,516               | 204,681               | [ 9 ] |
| 노선  | 노선    | 2010년                | 2011년                | 2012년                | 2013년                | 2014년                | 2015년                | 2016년                | 2017년                | 2018년                |                       | [ 9 ] |
| 2호선 | 승차    | 99,078                | 100,623               | 101,675               | 105,295               | 105,655               | 101,179               | 99,333                | 100,672               | 101,845               |                       | [ 9 ] |
| 2호선 | 하차    | 99,078                | 100,623               | 105,800               | 109,060               | 108,025               | 103,162               | 100,633               | 101,504               | 102,659               |                       | [ 9 ] |
| 2호선 | 승·하차 | 203,544               | 206,712               | 207,475               | 214,355               | 213,680               | 204,341               | 199,966               | 202,176               | 204,504               |                       | [ 9 ] |

## 인접한 역
| 서울 지하철 2호선    | 서울 지하철 2호선   | 서울 지하철 2호선  |
| -------------------- | ------------------- | ------------------ |
| 221 역삼 외선순환    | ● 서울 지하철 2호선 | 223 교대 내선순환  |
| 신분당선             |                     |                    |
| D06 신논현 신사 방면 | ● 신분당선          | D08 양재 광교 방면 |

## 사진

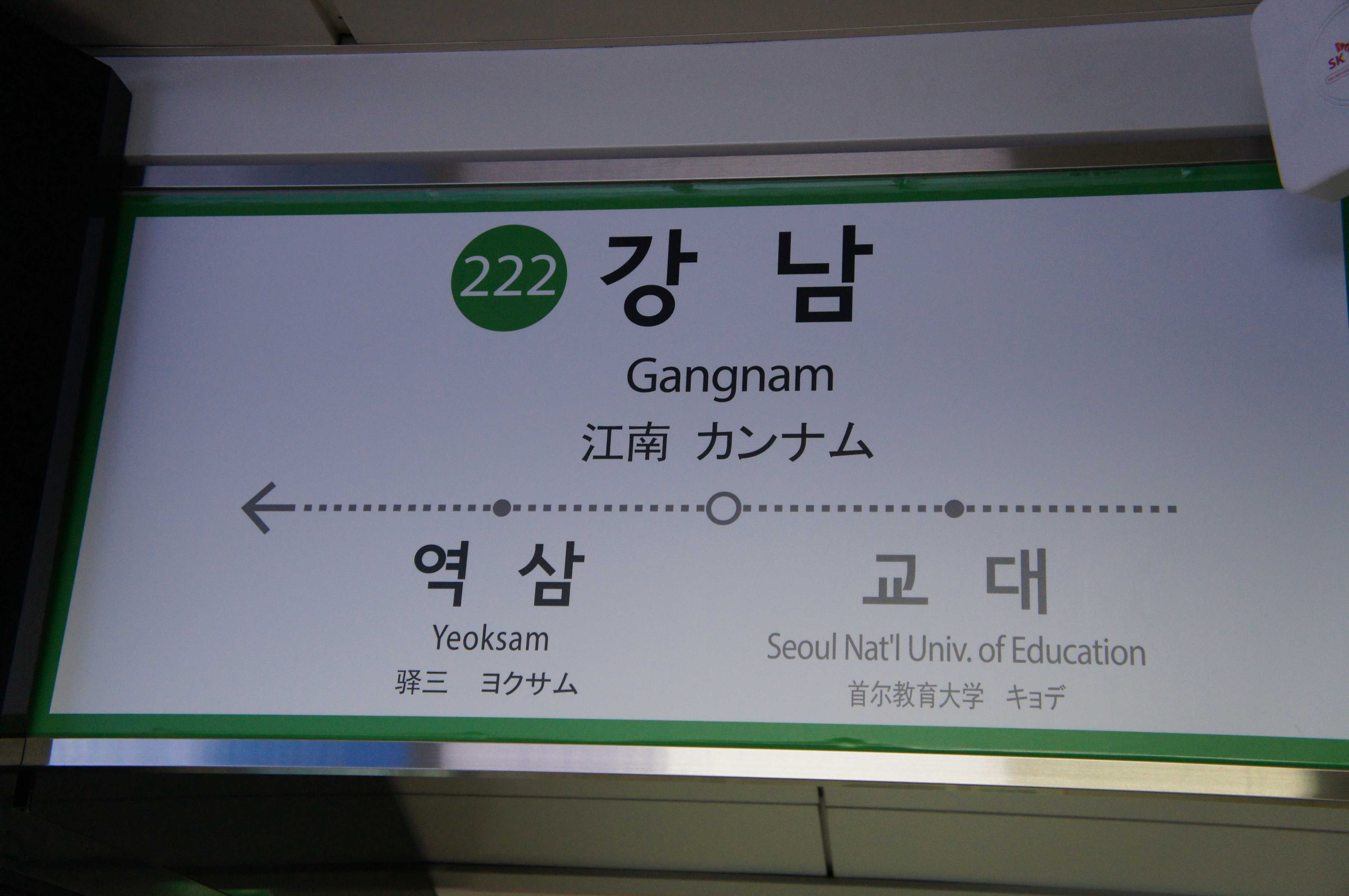
2호선 외선순환 역명판
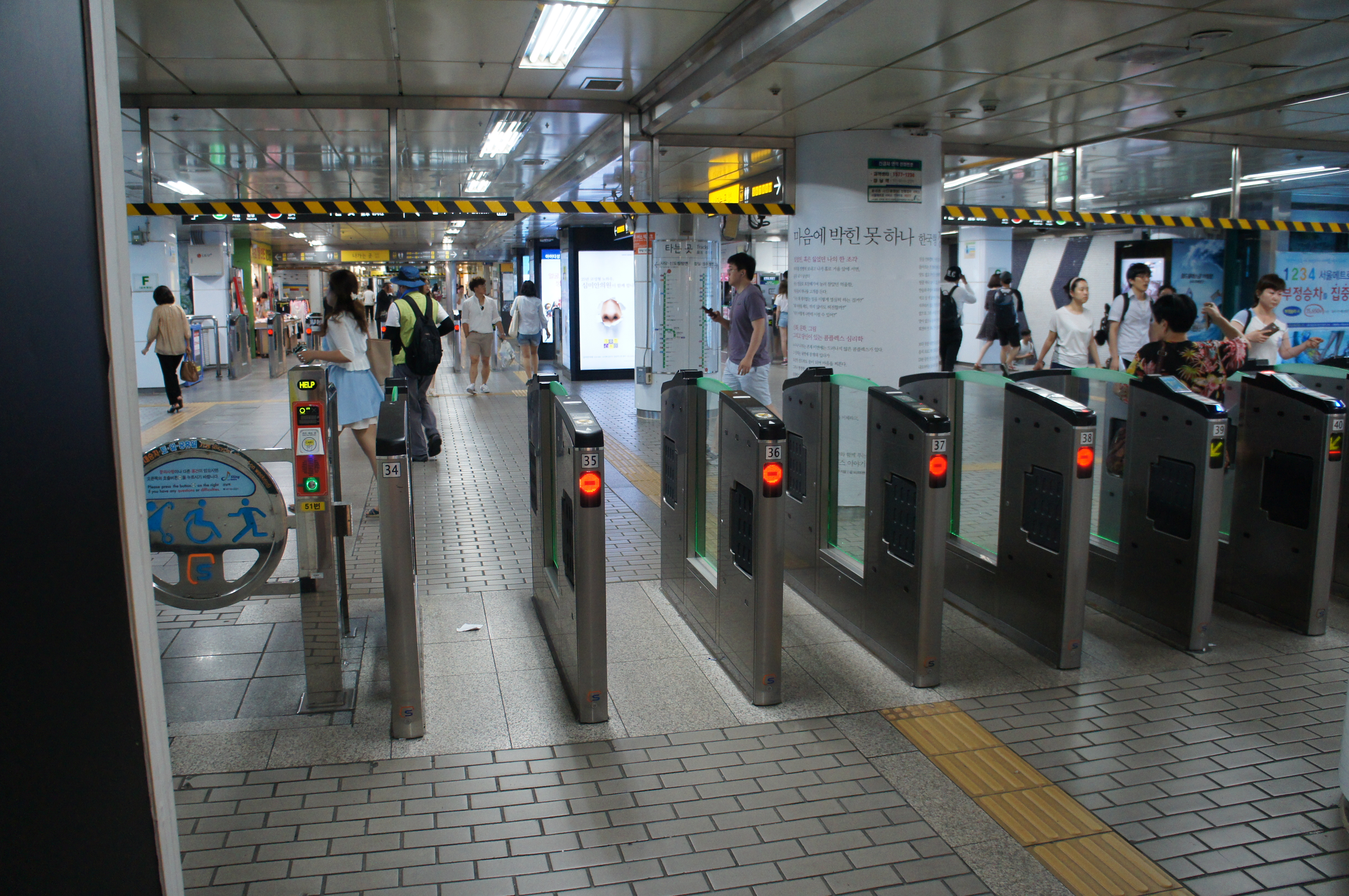
개찰구
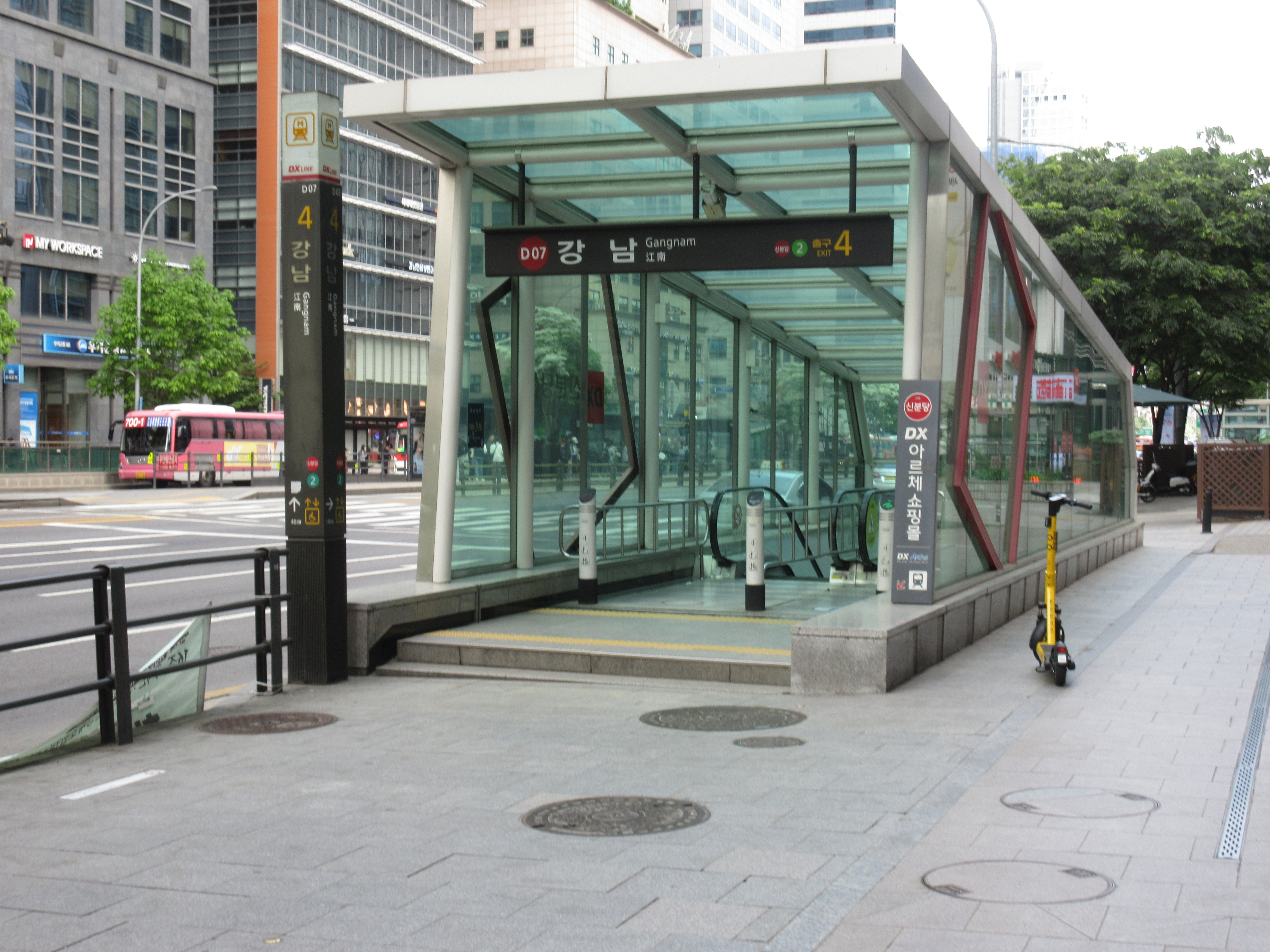
4번 출입구
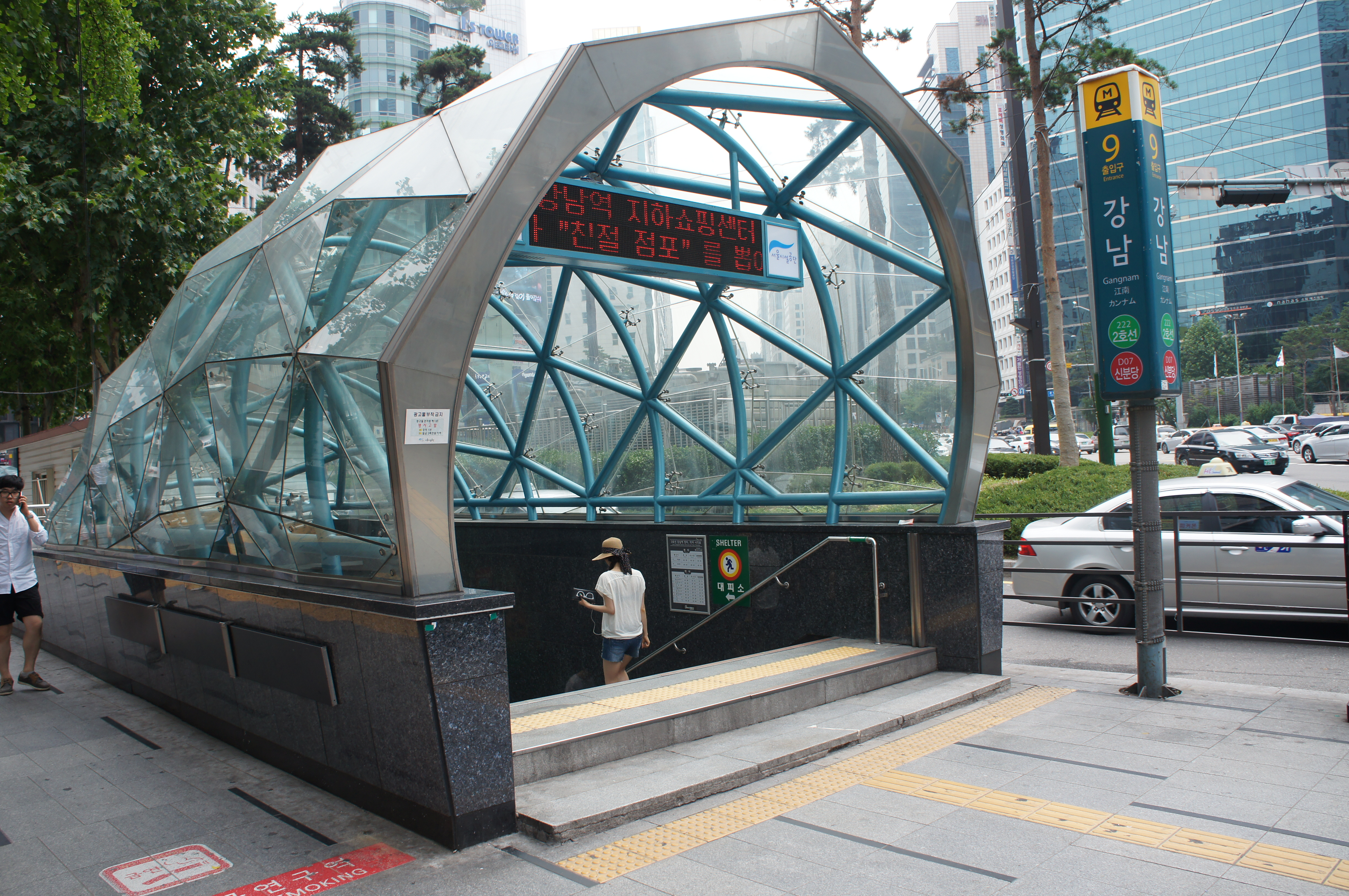
9번 출입구
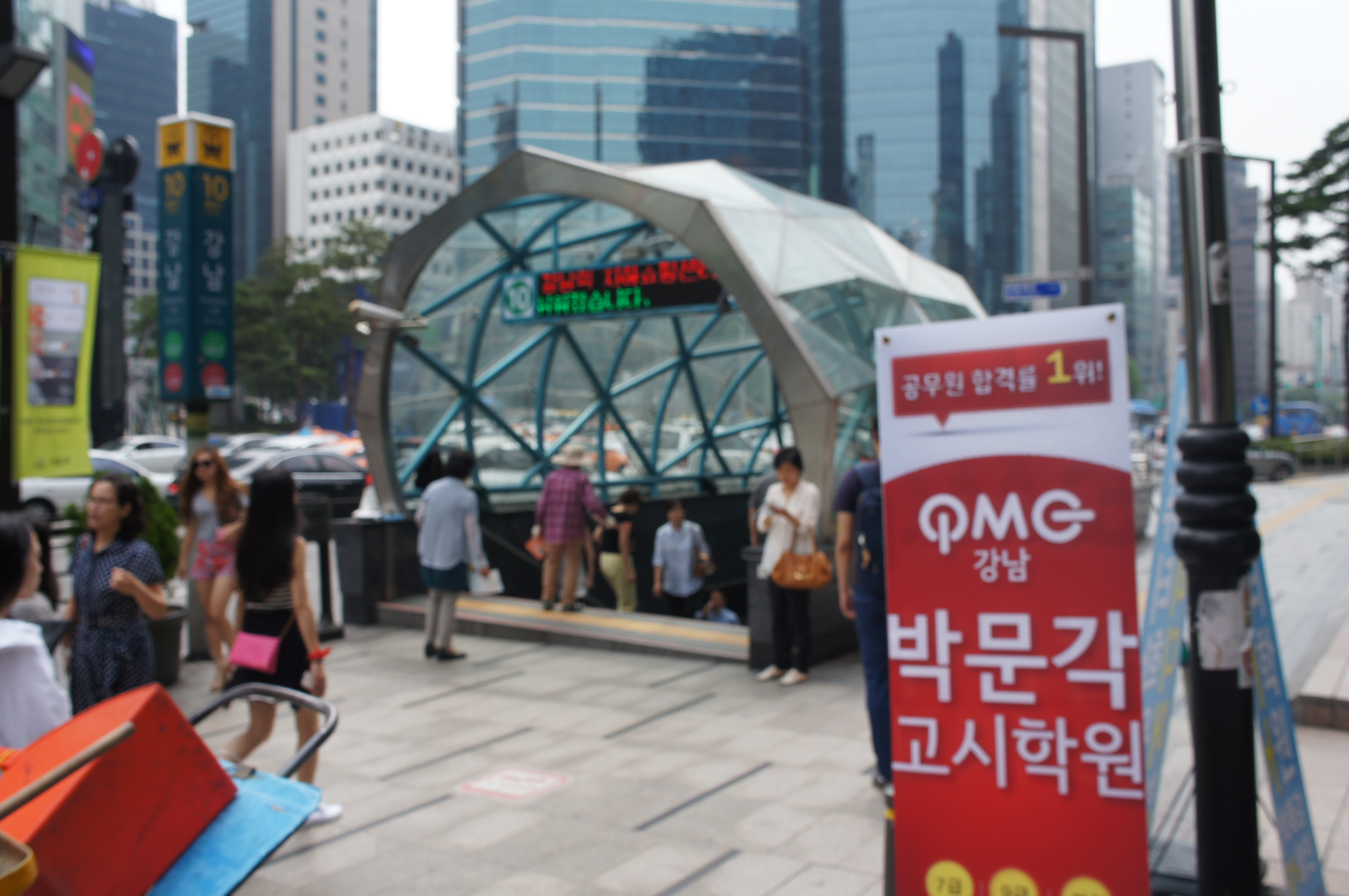
10번 출입구
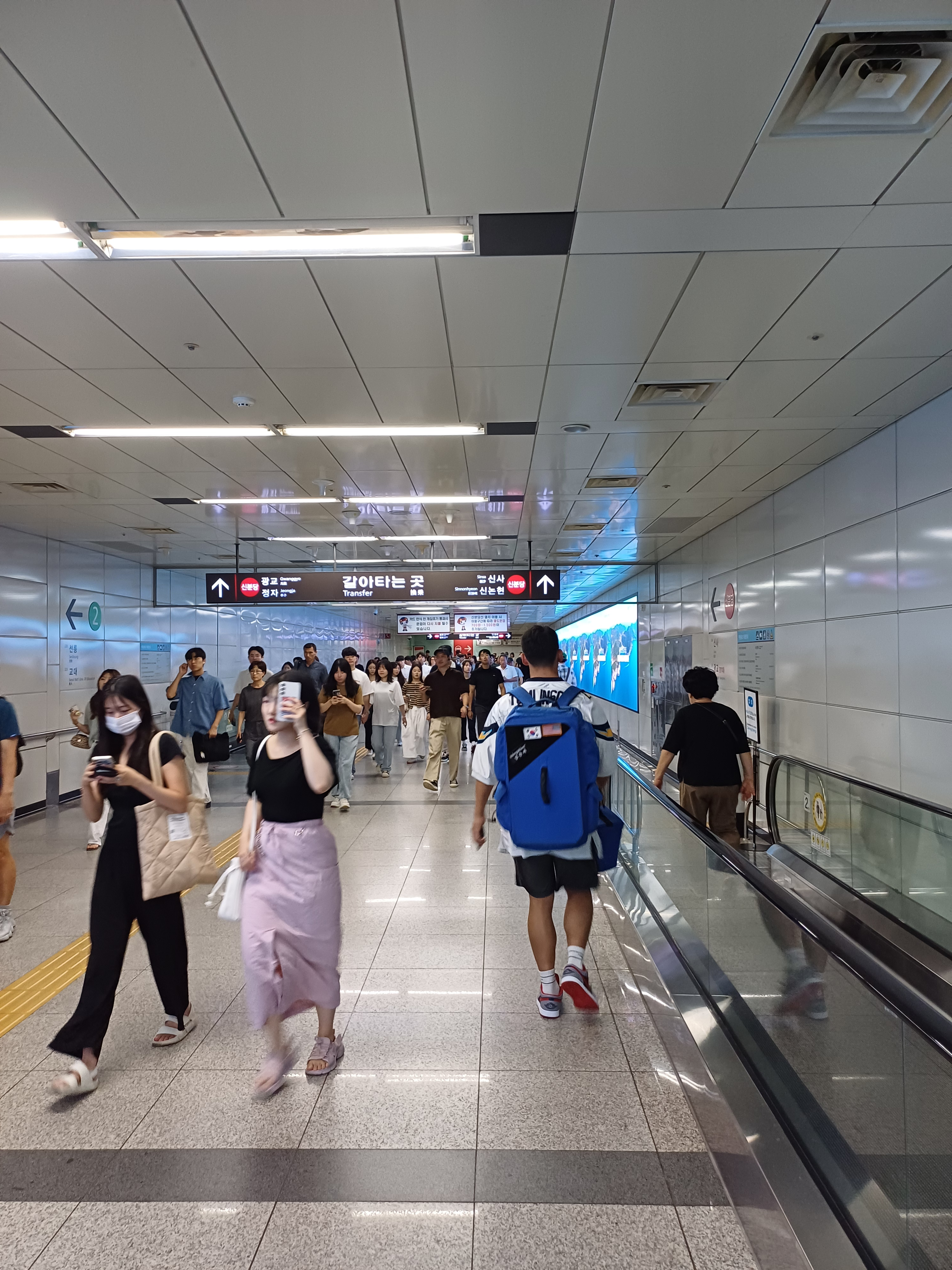
환승통로
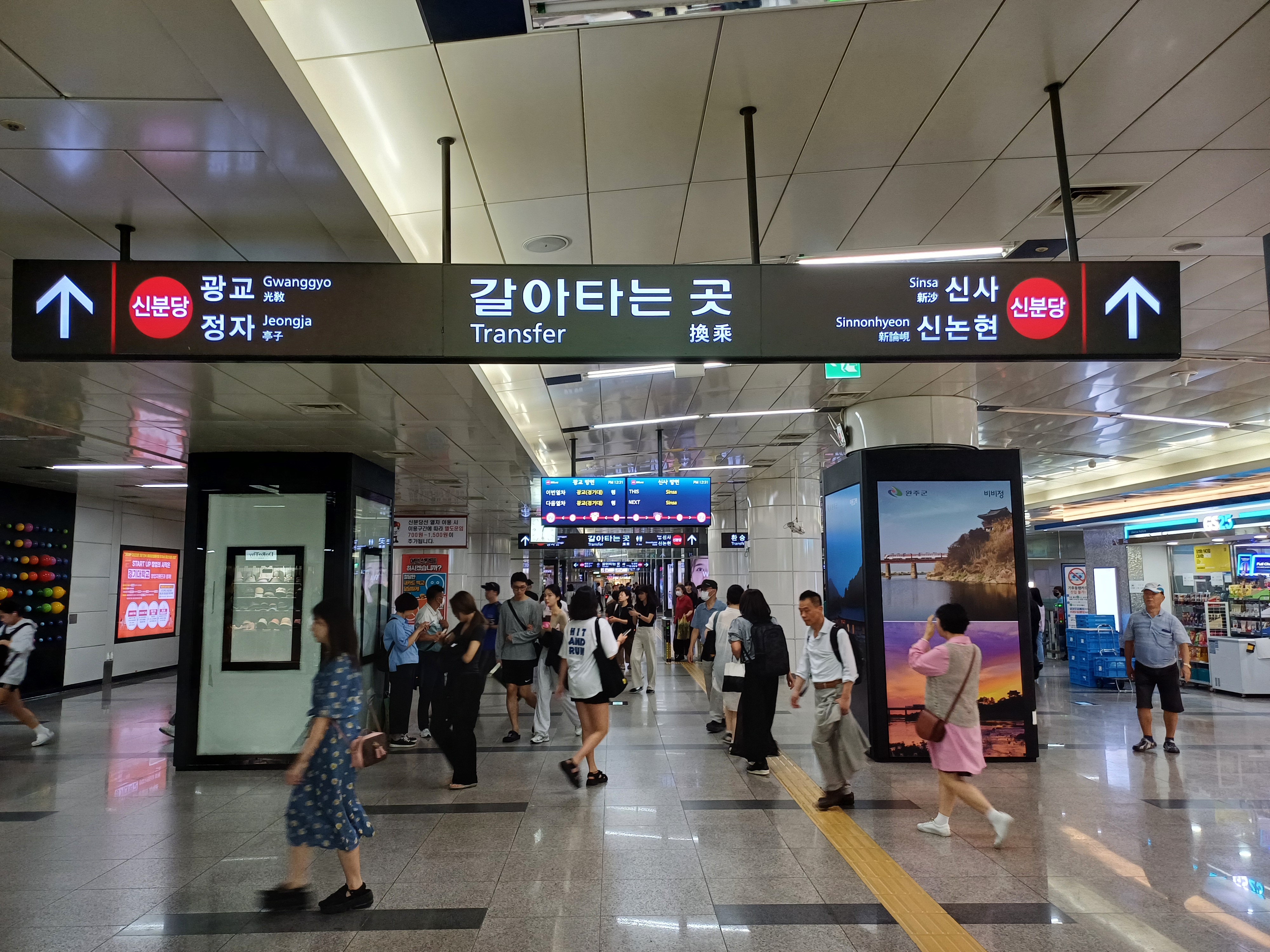
환승통로
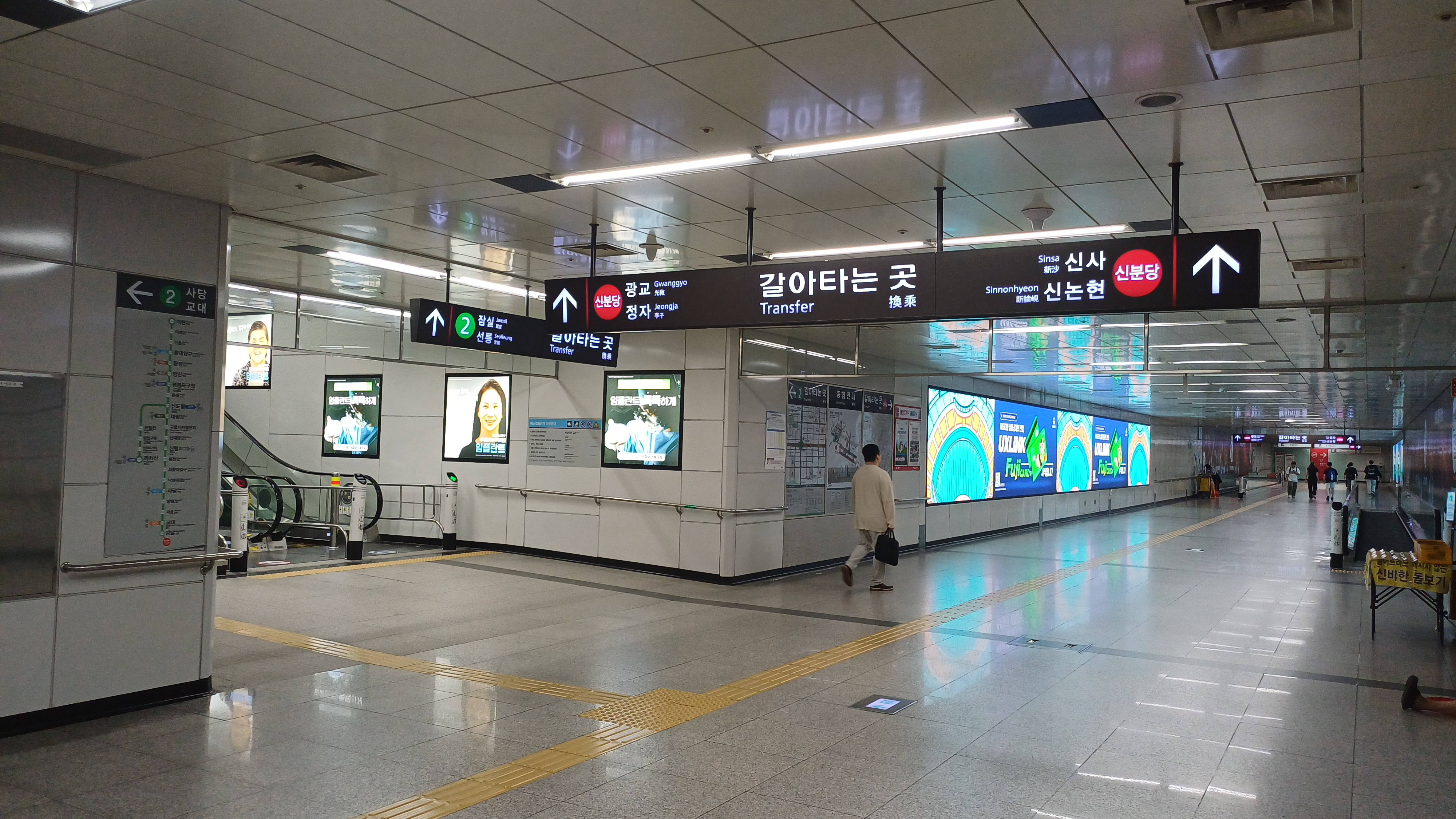
강남역 환승통로 3
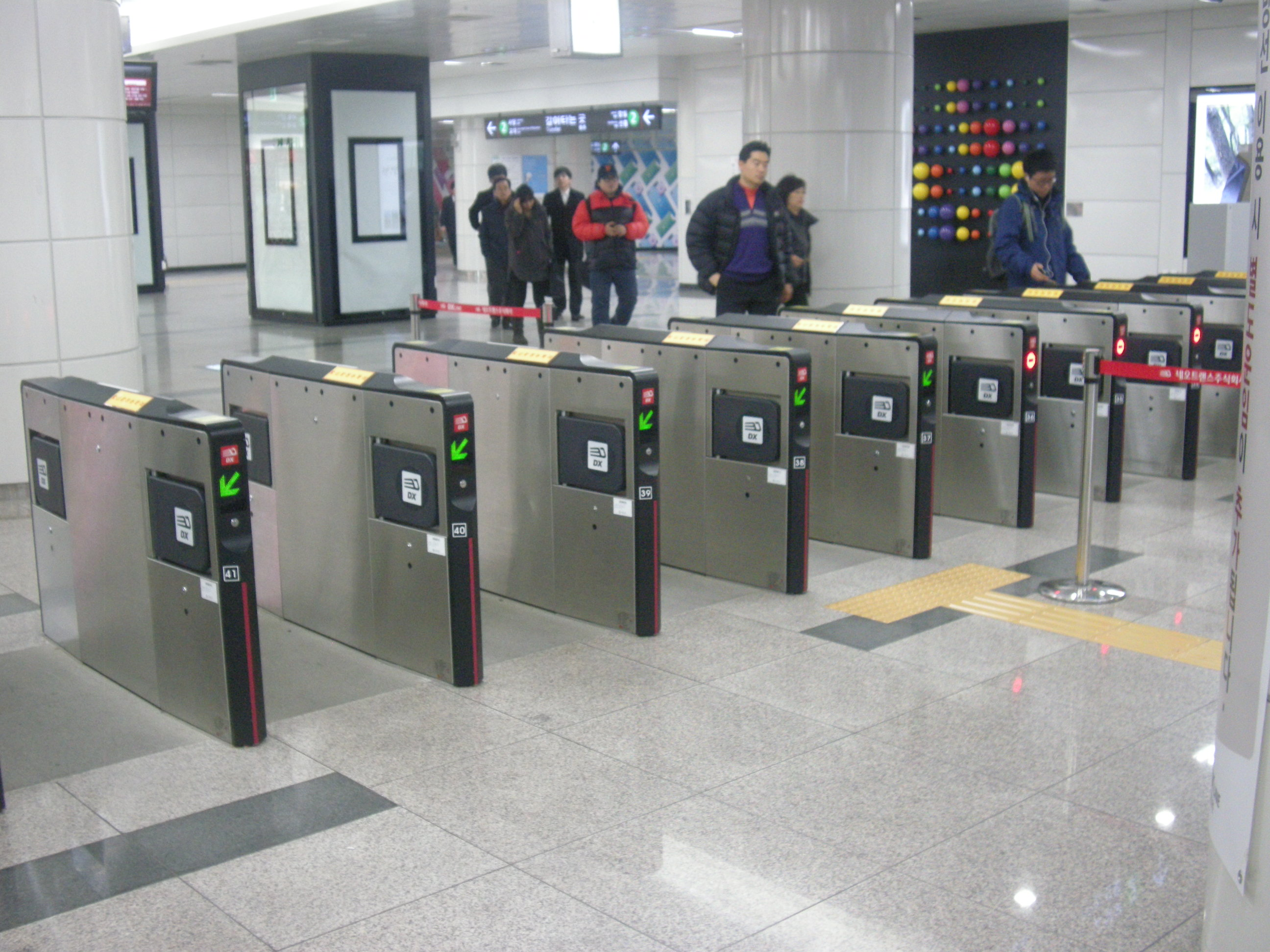
환승 게이트